# مرکز هنر و فناوری آی‌بیم
مرکز هنر و فناوری آی‌بیم (انگلیسی: Eyebeam) یک مرکز هنر و فناوری غیرانتفاعی در شهر نیویورک است که توسط جان سوار جانسون سوم با هم‌بنیانگزاری دیوید اس. جانسون و رودریک آر. ریچاردسون تأسیس شد.
Eyebeam که در اصل به عنوان یک آتلیه جلوه‌های دیجیتال و کدنویسی و مرکز آموزش جوانان در نظر گرفته شده بود، به مرکزی برای تحقیق، توسعه و سرپرستی آثار هنری رسانه‌ای جدید و فناوری متن‌باز تبدیل شده است. Eyebeam سالانه میزبان حداکثر ۲۰ رزیدنت است و برنامه های آموزشی جوانان، نمایشگاه‌ها، اجراها، سمپوزیوم ها، کارگاه‌ها، هکاتون‌ها و رویدادهای دیگر را با این رزیدنت‌ها و همچنین با سازمان‌های همکار تولید می کند.‌